# Пюилоран (Од)
Пюилора́н (фр. Puilaurens), или Лапраде́ль-Пюилора́н (фр. Lapradelle-Puilaurens) — коммуна во Франции, находится в регионе Лангедок — Руссильон. Департамент коммуны — Од. Входит в состав кантона Акса. Округ коммуны — Лиму.
Код INSEE коммуны — 11302.

## Население
Население коммуны на 2008 год составляло 259 человек.
| 1962 | 1968 | 1975 | 1982 | 1990 | 1999 | 2007 |
| ---- | ---- | ---- | ---- | ---- | ---- | ---- |
| 324  | 378  | 257  | 222  | 219  | 236  | 259  |

## Экономика
В 2007 году среди 147 человек в трудоспособном возрасте (15—64 лет) 99 были экономически активными, 48 — неактивными (показатель активности — 67,3 %, в 1999 году было 67,9 %). Из 99 активных работали 78 человек (46 мужчин и 32 женщины), безработных было 21 (10 мужчин и 11 женщин). Среди 48 неактивных 7 человек были учащимися или студентами, 25 — пенсионерами, 16 были неактивными по другим причинам.

## Достопримечательности
- Замок Пюилоран, также называемый «замком катаров»

## Фотогалерея

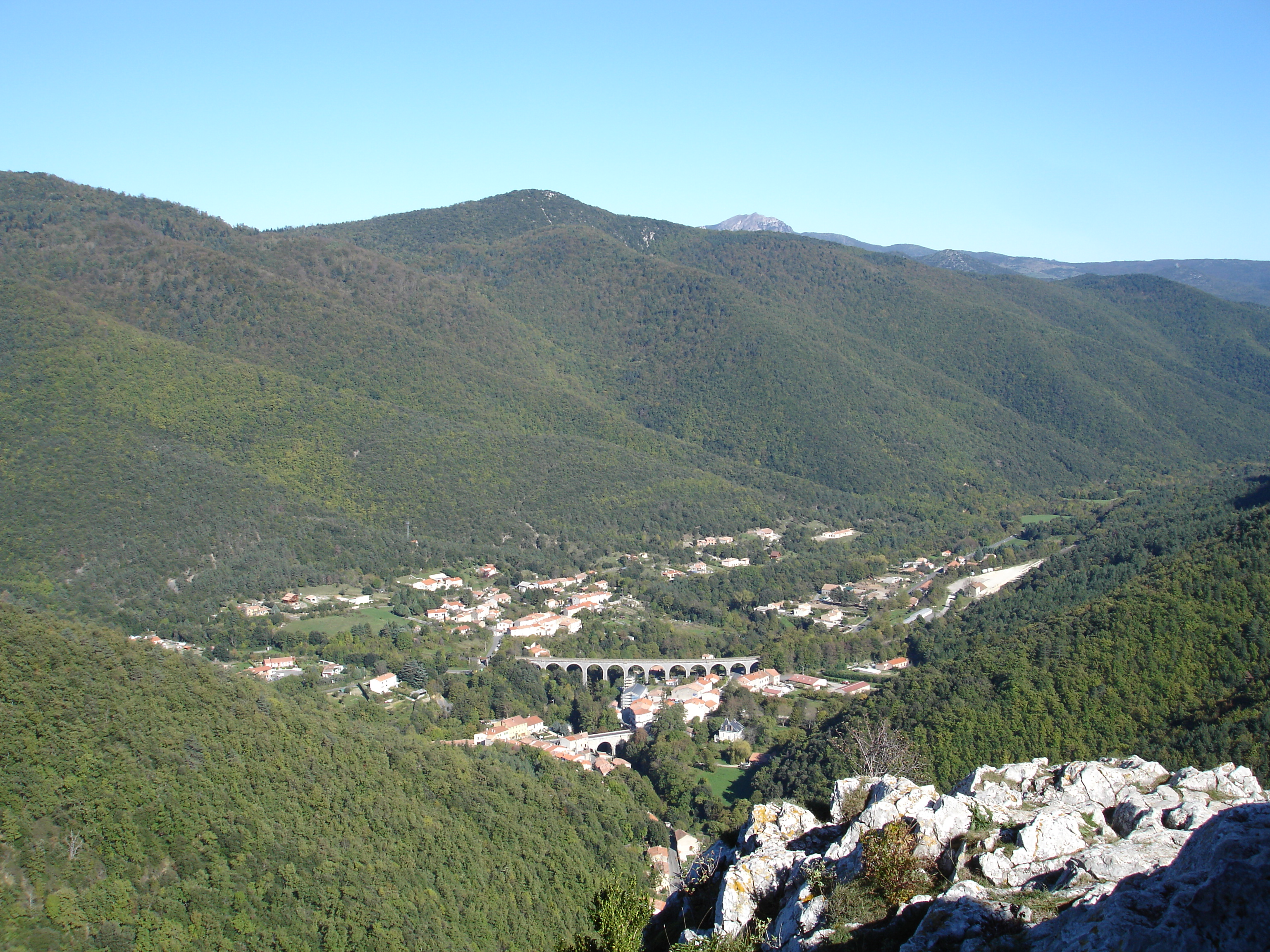
Пюилоран
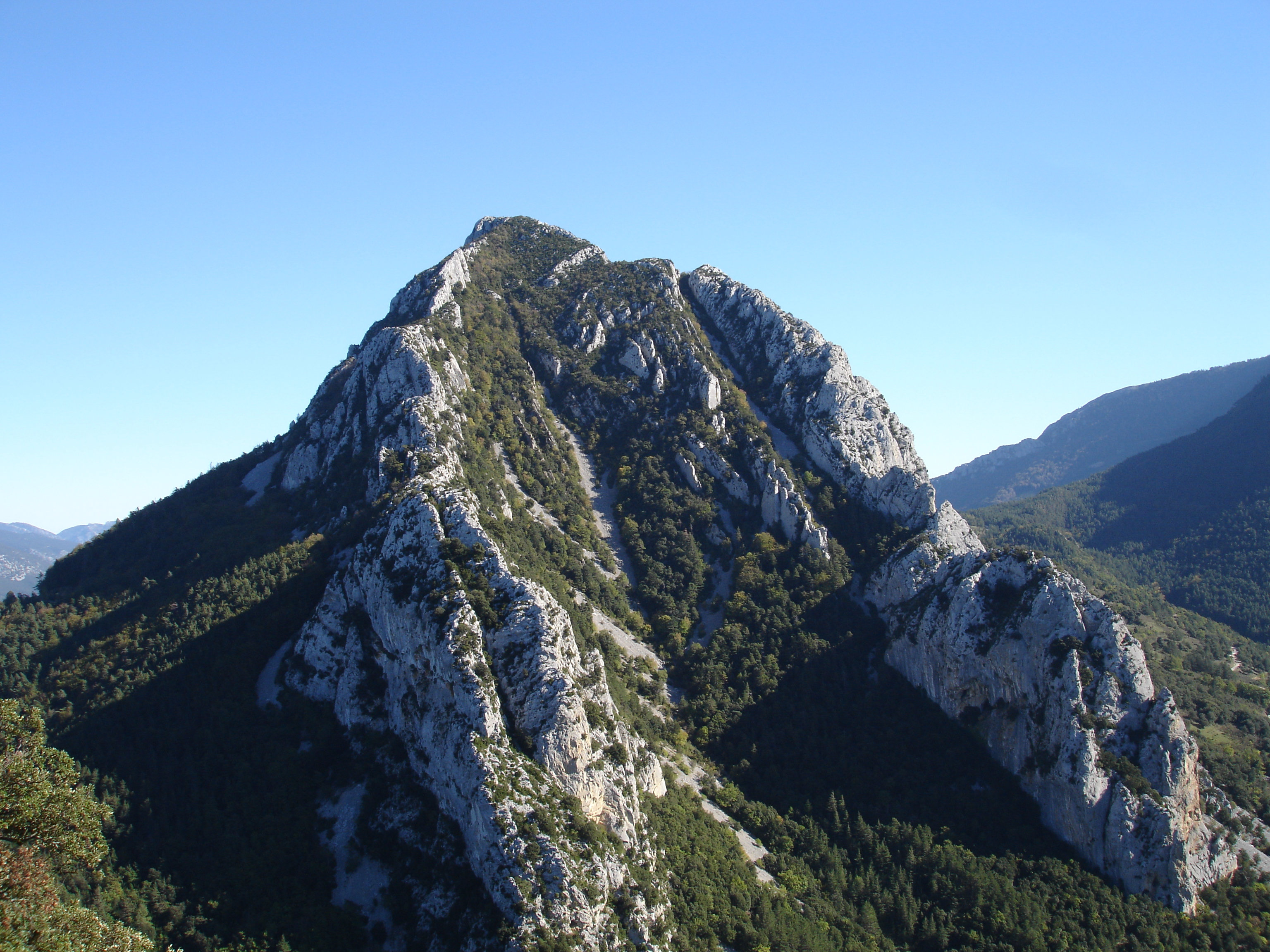
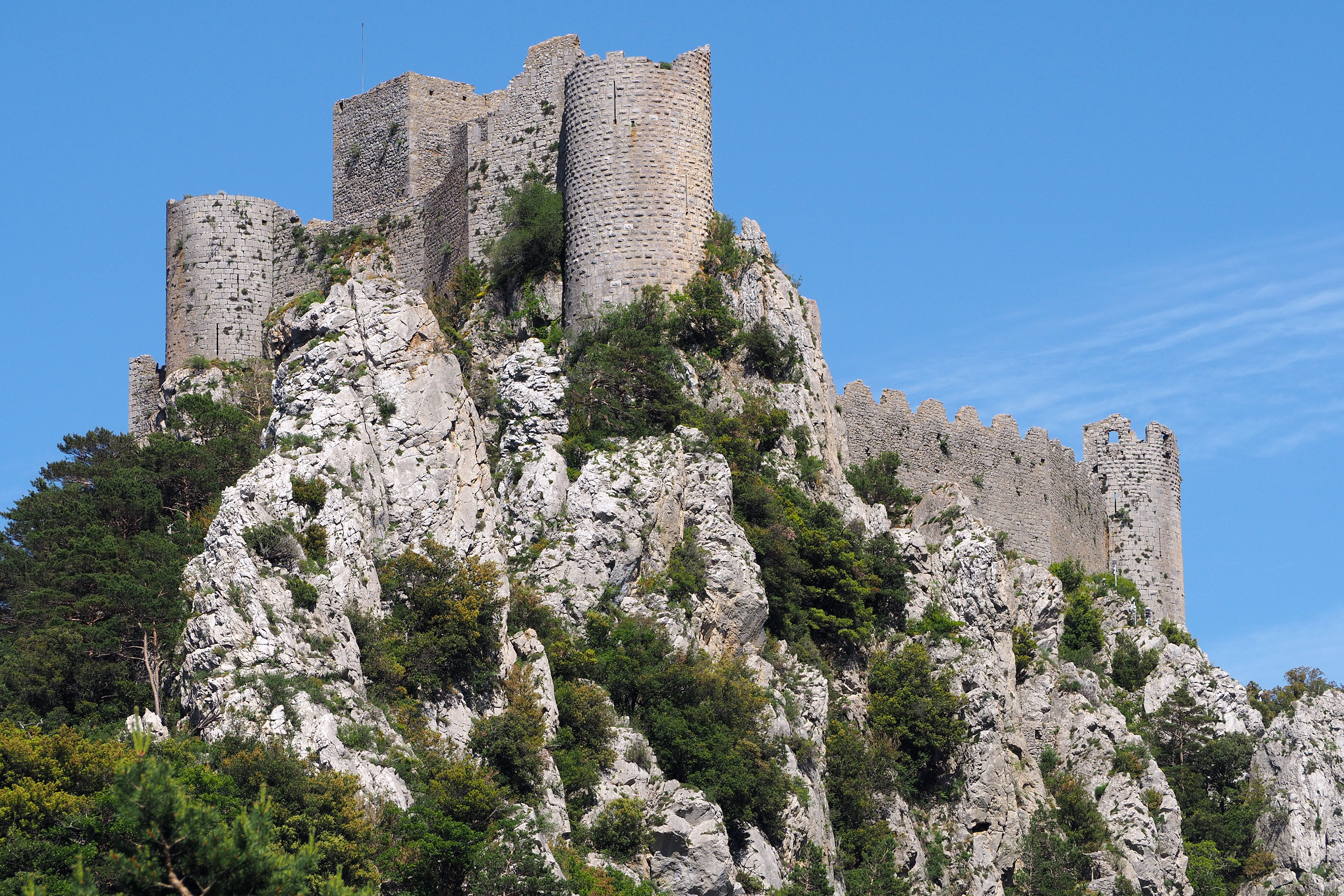
Замок
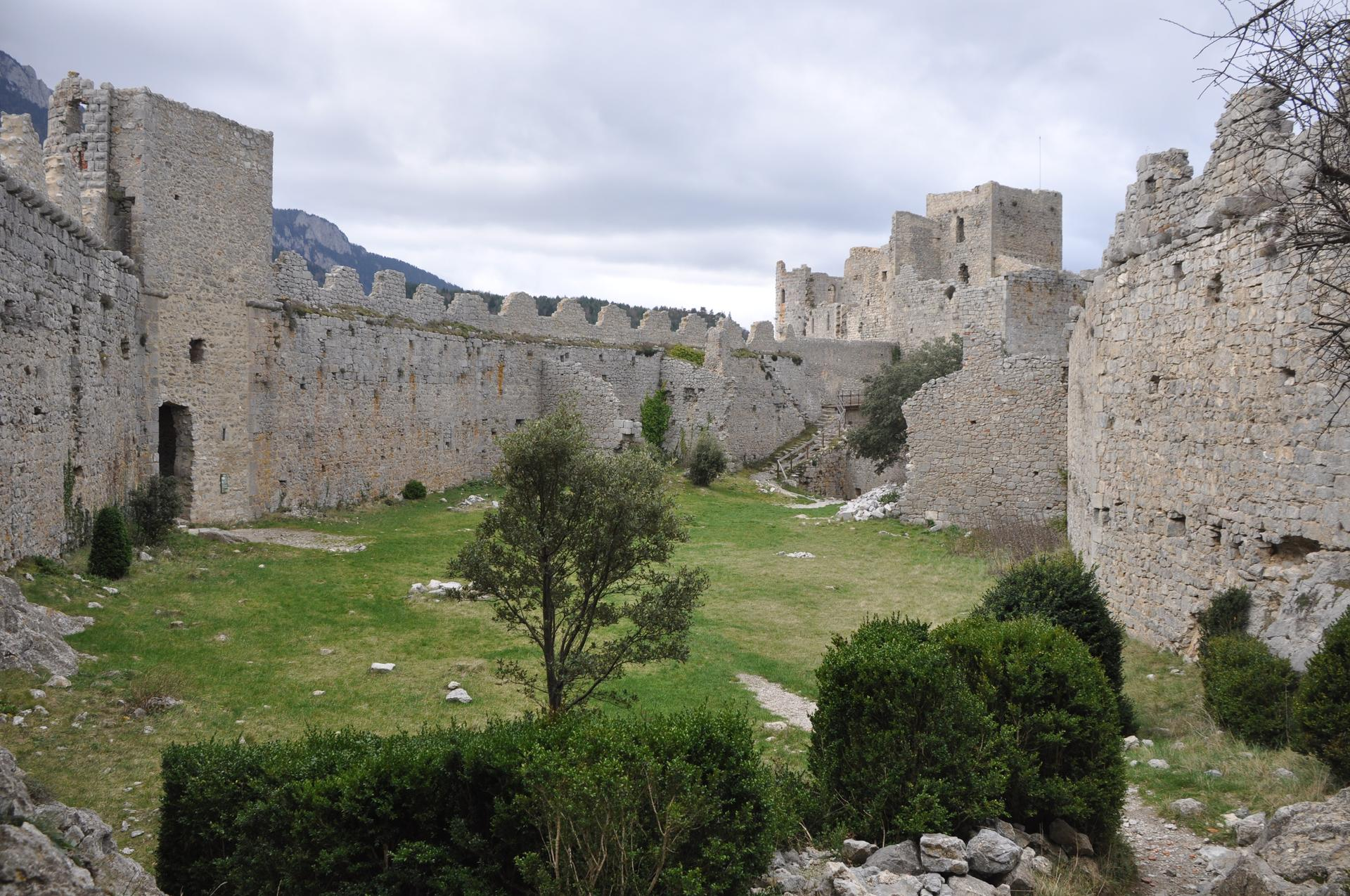
Внутренний двор замка